# Colonia el Valle, Chihuahua
Colonia el Valle är en ort i Mexiko.   Den ligger i kommunen Buenaventura och delstaten Chihuahua, i den nordvästra delen av landet, 1 400 km nordväst om huvudstaden Mexico City. Colonia el Valle ligger 1 375 meter över havet och antalet invånare är 526.
Terrängen runt Colonia el Valle är platt norrut, men söderut är den kuperad. Runt Colonia el Valle är det mycket glesbefolkat, med 2 invånare per kvadratkilometer. Det finns inga andra samhällen i närheten. Omgivningarna runt Colonia el Valle är i huvudsak ett öppet busklandskap.